# Goryczuszka orzęsiona
Goryczuszka orzęsiona, goryczka orzęsiona (Gentianopsis ciliata (L.) Ma) – gatunek rośliny należący do rodziny goryczkowatych. Wcześniej powszechnie klasyfikowany jako goryczka Gentiana ciliata L. i następnie goryczuszka Gentianella ciliata (L.) Borkh. Występuje w południowej i środkowej Europie. W Polsce pospolity jest w Sudetach i Karpatach, rzadziej występuje także na pogórzu i przyległych obszarach. Północna granica jego zasięgu przebiega przez Wrocław-Kielce-Zamość. We florze Polski ma status gatunku rodzimego.

## Morfologia
ŁodygaCienka, wzniesiona lub dźwigająca się. Dorasta do 7–30 cm. Zazwyczaj jest pojedyncza, wyjątkowo tylko rozgałęzia się. Roślina posiada kłącze z cienkimi, nitkowatymi rozłogami.
LiścieLancetowate, ustawione parami, gładkie i ostro zakończone. Są całobrzegie i nieco lśniące.
KwiatyKolor kwiatów może być różny (od niebieskich do białych), zależnie od środowiska. Wyrastają pojedynczo lub po kilka na szczycie łodygi. Płatki korony charakterystycznie postrzępione na brzegu (przypominają rzęski) i stąd pochodzi gatunkowa nazwa rośliny. Kielich o dzwonkowatorurkowatym kształcie, znacznie dłuższy od wolnej części płatków, złożony z czterech zrosłych działek zakończonych ostrymi ząbkami. Słupek pojedynczy z okrągławym znamieniem, otoczony przez 4 pręciki o czerwonych pylnikach. Roślina miododajna, podłużne miodniki występują głęboko wewnątrz korony, u jej nasady.
OwocTorebka na długiej szypułce, po dojrzeniu pękająca na dwie części.

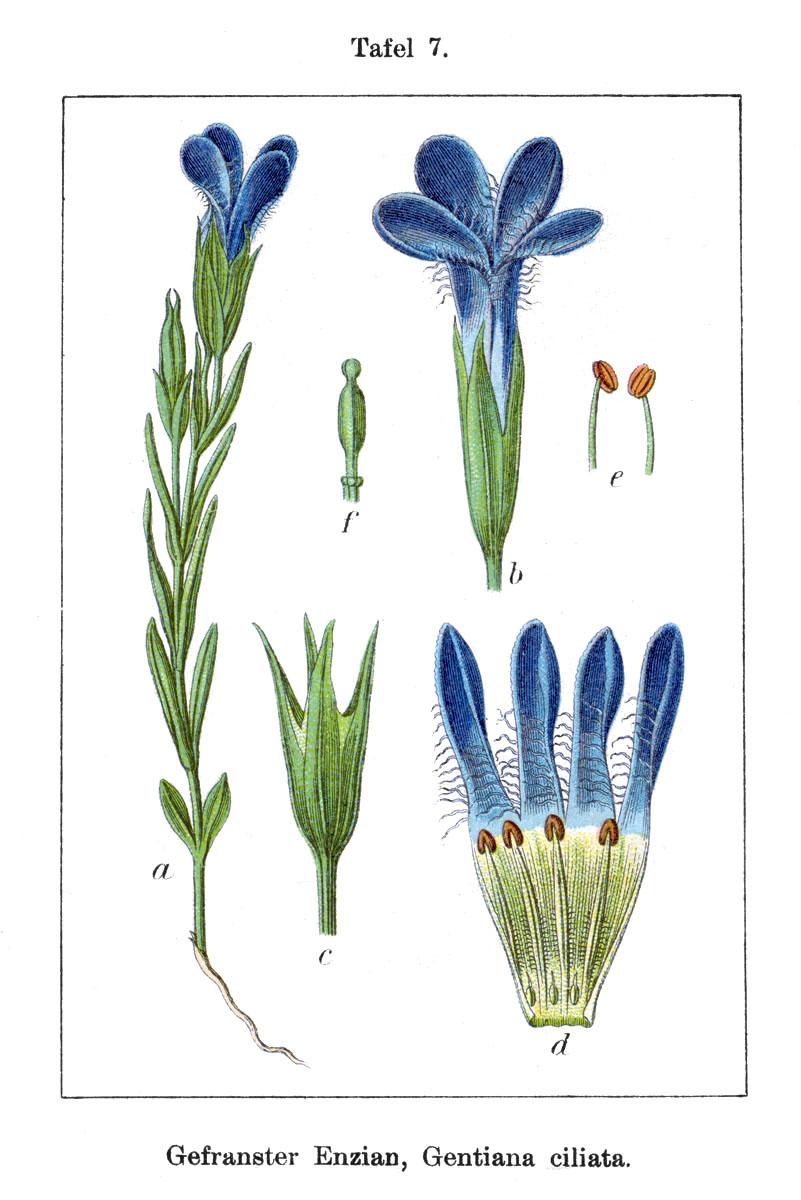
Morfologia
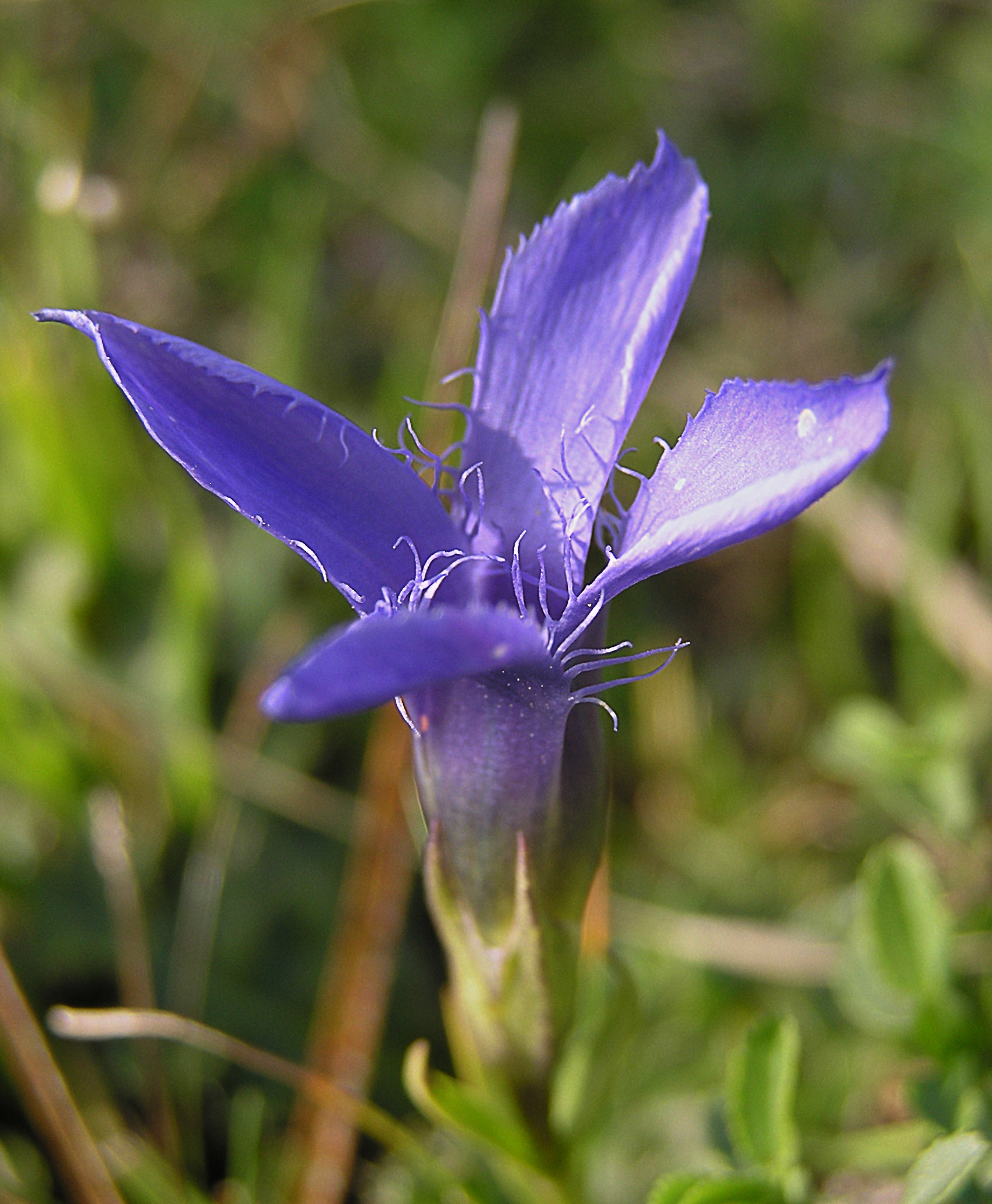
Kwiat
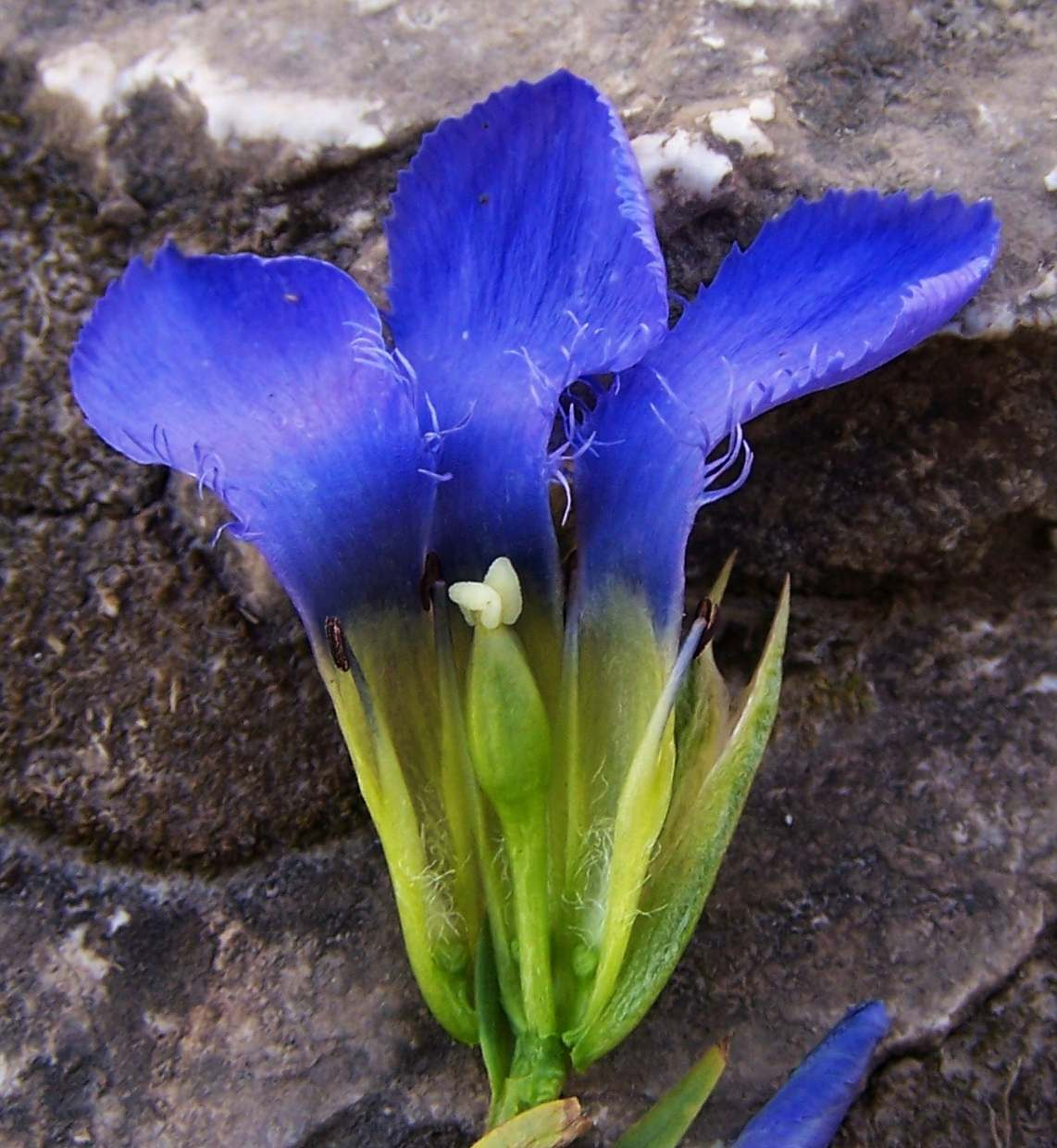
Wnętrze kwiatu

## Biologia i ekologia
Roślina dwuletnia lub bylina, hemikryptofit i heliofit. Kwitnie od lipca do września, zapylana jest przez motyle i błonkówki. Kwiaty zamykają się na noc, oraz w czasie deszczu i dużego spadku temperatury. Występuje na suchych murawach, na brzegu lasów i zarośli, na łąkach, głównie na podłożu wapiennym. Najwyższe jej stanowisko w Tatrach znajduje się na Kopie Magury, głównie jednak rośnie w reglu dolnym i górnym. W klasyfikacji zbiorowisk roślinnych gatunek charakterystyczny dla Cl. Festuco-Brometea.
Liczba chromosomów 2n=44.

## Systematyka i zmienność
Po raz pierwszy gatunek został opisany w 1753 roku pod nazwą Gentiana ciliata (basionym) przez Karola Linneusza w Species Plantarum: 1, s. 231. W polskojęzycznej literaturze długo funkcjonował pod nazwą goryczka orzęsiona. Następnie wyodrębniono rodzaj Gentianella i gatunek przyjął nazwę naukową Gentianella ciliata (L.) Borkh., opublikowaną w 1796 roku w Arch. Bot. [Leipzig] 1(1), s. 29. W polskim nazewnictwie stosunkowo późno przyjęto nazwę goryczuszka orzęsiona i pod tą nazwą nadal funkcjonuje. Najnowsze ujęcie systematyczne umieszcza ten gatunek w rodzaju Gentianopsis pod nazwą Gentianopsis ciliata (L.) Ma, opublikowaną w 1951 roku przez Ma Yuquan w Acta Phytotaxonomica Sinica, vol. 1, s. 15.
Wyróżnia się podgatunki:
- Gentianopsis ciliata subsp. ciliata[9] – podgatunek typowy,
- Gentianopsis ciliata subsp. doluchanovii N.M. Pritch[9],
- Gentianopsis ciliata subsp. blepharophora (Bordz.) Holub[8] – w niektórych opracowaniach uznawany za synonim Gentianopsis blepharophora Galushko[9].

## Zagrożenia i ochrona
Od 2014 roku gatunek jest objęty w Polsce ochroną częściową. W latach 1946–2014 znajdował się pod ochroną ścisłą (początkowo ujmowany w rozporządzeniach jako takson z rodzaju goryczka Gentiana, od 1995 roku Gentianella). Na Słowacji podlega ochronie ścisłej. Zagrożeniem jest zrywanie kwiatów do celów dekoracyjnych oraz niszczenie niektórych siedlisk poprzez zaorywanie, wypas, gospodarkę łąkową oraz w wyniku naturalnej sukcesji ekologicznej doprowadzającej do zarastania muraw lasem.

## Zastosowanie
- Roślina ozdobna: uprawiana na rabatach i w ogródkach skalnych.